# Carloforte
Carloforte (sardinski: Carlufòrti) je grad i općina (comune) u pokrajini Južnoj Sardiniji u regiji Sardiniji, Italija. Nalazi se na nadmorskoj visini od 10 metara i ima populaciju od 6 215 stanovnika.
 Prostire se na teritoriju od 51,10 km². Gustoća naseljenosti je 122 st/km².